# Chavarriella
Chavarriella là một chi bướm đêm thuộc họ Geometridae.